# 小松茂美
小松 茂美（こまつ しげみ、男性、1925年3月30日 - 2010年5月21日）は、古筆学者、美術史学者。

## 経歴
1925年、山口県岩国市で生まれた。1938年、広島の旧制崇徳中学校（現崇徳高等学校）に進学し、1942年、旧制山口県立柳井中学校（現山口県立柳井高等学校）を卒業。国鉄マンであった父に従い広島鉄道局に勤務。1945年8月6日、爆心地から1.7キロ、広島駅近くの庁舎内にて被爆。戦後も国鉄、次いで広島陸運局で働きながら、「平家納経」の美に魅せられ、その研究に邁進。26歳の時に、学術書としても優れた厳島観光案内書『いつくしま』を出版した。
1951年、運輸省自動車局への転勤にともない上京。私淑していた源氏学者池田亀鑑のもとで、学問への姿勢と研究方法を身に付けた。1953年、東京国立博物館学芸部美術課に就職（初めは国鉄からの出向）。1961年、『後撰和歌集 校本と研究』が完成。これによって『後撰和歌集』の本文研究の基礎を整えるとともに、写本筆跡の科学的分析方法が開拓された。同年、同書を学位請求論文として東洋大学に提出し、文学博士号を取得。その後も精力的に研究を展開した。1966年、『平安朝伝来の白氏文集と三跡の研究』を刊行。日本各地に現存する『白氏文集』の写本の断簡を徹底的に調査し、日本における『白氏文集』（白居易の漢詩文集）の受容と漢字の書の歴史に新しい光を当てた。
1973年には、『平等院色紙形の研究』で「古筆学」という新しい学問を提唱した。1976年の『平家納経の研究』では、古筆学の方法を駆使して、年来のテーマであった「平家納経」の研究を集大成し、その美術史的位置と歴史的背景を明らかにした。この大著と古筆研究体系化の業績によって1979年度朝日賞受賞。1986年、東京国立博物館を定年退官し、古筆学研究所を設立。2001年、「著作集」完結を機に、研究に専念するため研究所を閉じた。
1988年、旺文社の筆頭株主である一般財団法人センチュリー文化財団の理事となり、1990年には同財団が運営するセンチュリーミュージアム初代館長に就任、2010年の死去まで務めた。また東京教育大学、大阪女子大学、東北大学、東京芸術大学、金沢大学、筑波大学、金沢美術工芸大学、早稲田大学で非常勤講師も務めた。没するまで旺盛な研究活動を続けていたが、2010年5月21日、心不全のため死去。
職歴
- 1953年 東京国立博物館学芸部美術課
- 1961年 東京国立博物館学芸部美術課書跡室長
- 1972年 東京国立博物館学芸部美術課長
- 1986年 古筆学研究所所長（－2001年）
- 1988年 財団法人センチュリー文化財団理事
- 1990年 同財団運営、センチュリーミュージアム館長・理事（－2010年）

## 受賞・栄典
- 1966年：日本学士院賞を受賞。『平安朝伝来の白氏文集と三跡の研究』に対して。
- 1979年度：朝日賞を受賞。『平家納経の研究』に対して。
- 1998年12月：柳井市名誉市民[4]

## 研究内容・業績
書、書状、写本、絵巻物などの詳細な研究と、その基礎資料集成において、日本の人文科学の金字塔を打ち立てた。書道史・美術史・工芸史・書誌学・国文学・歴史学・仏教学などを横断あるいは総合する「古筆学」を樹立した。能・歌舞伎・香道・茶道・建築など、多方面にわたって日本文化について造詣が深かった。著作は厖大で、『小松茂美著作集』（全33巻）にまとめられている。

## 家族・親族
- 長男：小松美彦は生命倫理学者。

## 著書一覧
- 『いつくしま』 広島陸運局、1951
- 『後撰和歌集 校本と研究』 誠美書房 1961
- 『平安朝伝来の白氏文集と三蹟の研究』 墨水書房 1965
- 『かな その成立と変遷』 岩波新書 1968、度々再版
- 『日本書流全史』講談社 1970
- 『古筆』 講談社 1972
- 『平等院鳳凰堂色紙形の研究』 中央公論美術出版 1973
- 『日本書道説林』 講談社 1973
- 『彦火々出見尊絵巻の研究』 東京美術 1974
- 『平家納経の研究』研究編、図録編 講談社 1976
- 『手紙の歴史』 岩波新書 1976
- 『平家納経の世界 国宝の謎を推理する』 六興出版 1976
- 『書のみかた 型と美』 第一法規出版 1982
- 『書に親しむ』 平凡社 1985
- 『利休の手紙』 小学館 1985、増補版1996
- 『展望日本書道史』 中央公論社 1986
- 『墨香秘抄 二十四の古筆見聞記』 芸術新聞社 1986
- 『古筆の窓』 講談社 1986 - 随想
- 『平安時代倭絵の探求 法華経冊子の研究』 講談社 1986
- 『利休の死』 中央公論社 1988、中公文庫 1991
- 『平家納経の世界』 中公文庫 1995 - 回想
- 『足利尊氏文書の研究』 旺文社 1997
- 『平家納経 平清盛とその成立』 中央公論美術出版 2005
- 『図説 平家納経』 戎光祥出版 2005
  - 新編『国宝 平家納経　全三十三巻の美と謎』2012
- 『天皇の書』 文春新書 2006

著作集
- 『古筆学断章』 講談社 1986
- 『古筆逍遥』 旺文社 1993
- 『日本絵巻聚稿』上下 中央公論社 1989
- 『古筆学大成』 全30巻 講談社 1989-1992
- 『小松茂美著作集』 旺文社 全33巻 1995-2001

主な編著
- 『平家物語図絵』<河出新書写真篇> 野間清六監修 河出書房 1956
- 『手紙 人と書』全2巻 二玄社 1964-1966
- 『校本浜松中納言物語』 二玄社 1964
- 『白氏詩巻 藤原行成』 <日本名筆選>講談社 1969
- 『日本絵巻大成』全26巻 中央公論社 1977-1979
普及版『日本の絵巻』
  - 『日本絵巻大成 1』1977年。
  - 『日本絵巻大成 2』1977年。
  - 『日本絵巻大成 3』1977年。
  - 『日本絵巻大成 4』1977年。
  - 『日本絵巻大成 5』1977年。
  - 『日本絵巻大成6 「鳥獣人物戯画」』1984年。
  - 『日本絵巻大成 7』1977年。
  - 『日本絵巻大成 8』1977年。
  - 『日本絵巻大成 9』1978年。
  - 『日本絵巻大成 10 「葉月物語絵巻」「枕草子絵詞」「隆房卿卿艶詞絵巻」』1978年。
  - 『日本絵巻大成 11』1977年。
  - 『日本絵巻大成 12』1978年。
  - 『日本絵巻大成 13』1977年。
  - 『日本絵巻大成 14』1978年。
  - 『日本絵巻大成 15』1977年。
  - 『日本絵巻大成 16』1978年。
  - 『日本絵巻大成 17』1978年。
  - 『日本絵巻大成 18』1978年。
  - 『日本絵巻大成 19』1978年。
  - 『日本絵巻大成20』1978年。
  - 『日本絵巻大成 21』1978年。
  - 『日本絵巻大成 22』1979年。
  - 『日本絵巻大成 23』1979年。
  - 『日本絵巻大成 24』1979年。
  - 『日本絵巻大成 25』1979年。
  - 『日本絵巻大成 26』1979年。
  - 『日本絵巻大成 別巻』1978年。
- 『日本書蹟大鑑』全25巻 講談社 1978-1980
- 『光悦書状 本阿弥光悦』 二玄社 1980
- 『続日本絵巻大成』全20巻 中央公論社 1977年-1984年
  - 普及版『続日本の絵巻』
- 『日本の書』全12巻 中央公論社 1981-1983
- 『烏丸光広』 小学館 1982
- 『短冊手鑑』 講談社 1983
- 『日本書道辞典』 二玄社 1987
- 『日本の名随筆 64 書』 作品社 1988
- 『平家物語絵巻』全12巻 中央公論社 1990-1992
- 『続々日本絵巻大成』全8巻 中央公論社 1993-1995
- 『後白河法皇日録』前田多美子補訂 学藝書院 2012

論文
- 国立情報学研究所収録論文 国立情報学研究所.2010.05.23閲覧。

## 関連資料
評伝
- 田中登『小松茂美 人と学問―古筆学六十年』思文閣、2002。編著
- 吉村克己『満身これ学究―古筆学の創始者、小松茂美の闘い』文藝春秋、2008

外部リンク
- 小松茂美『日本美術年鑑』平成23年版[5]
- 小松茂美文庫[6]

財団法人センチュリー文化財団｜センチュリーミュージアム